# Cyclomia sanata
Cyclomia sanata är en fjärilsart som beskrevs av Heinrich Benno Möschler 1890. Cyclomia sanata ingår i släktet Cyclomia och familjen mätare. Inga underarter finns listade i Catalogue of Life.